# École supérieure des sciences commerciales d'Angers
École supérieure des sciences commerciales d'Angers är en fransk och paneuropeisk handelshögskola (Grande École) som anses vara världens äldsta handelshögskola. ESSCA verkar i Angers, Boulogne-Billancourt, Cholet, Bordeaux, Lyon, Aix-en-Provence, Budapest och Shanghai, med huvudverksamhet i Angers.
École supérieure des sciences commerciales d'Angers som förkortas som ESSCA, grundades år 1909. ESSCA bedriver utbildningar från kandidatnivå till doktorsnivå, med ett huvudfokus på masterutbildningar inom management och finans.
År 2019 låg ESSCA Business School på sjuttiosex plats bland Financial Times rankinglista på europeiska handelshögskolor.
ESSCA är ackrediterat av handelskammaren i Paris och är en av de 76 handelshögskolorna i världen som har fått trippelackrediteringen av AACSB, EQUIS och AMBA. Bland skolans alumner finns framstående företagsledare och politiker, som till exempel Louis le Duff (VD för groupe Le Duff) och Dominique Schelcher (VD för Système U).